# Sedriano
Sedriano est une commune italienne de la ville métropolitaine de Milan, dans la région de la Lombardie.

## Administration
| Période                                  | Période | Identité | Étiquette | Qualité |
| ---------------------------------------- | ------- | -------- | --------- | ------- |
|                                          |         |          |           |         |
| Les données manquantes sont à compléter. |         |          |           |         |

### Frazione
Roveda.

### Communes limitrophes
Vanzago, Pregnana Milanese, Arluno, Bareggio, Vittuone, Cisliano.